# Schloss Stechau

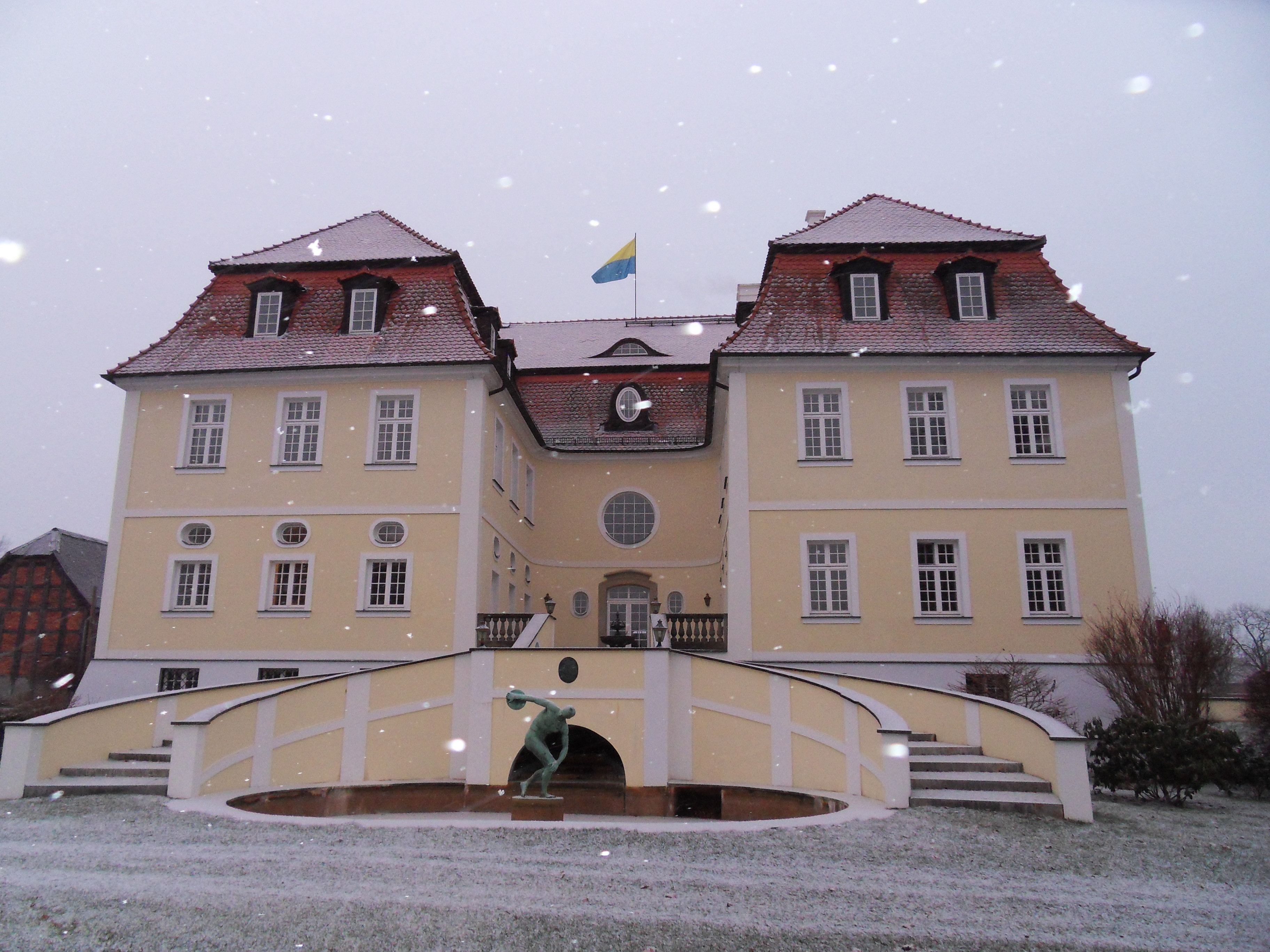
Schloss Stechau

Das Schloss Stechau steht in Stechau, einem Ortsteil der Gemeinde Fichtwald im Landkreis Elbe-Elster von Brandenburg.

## Beschreibung und Gutsgeschichte
In Stechau bestand ein altes Rittergut, gehörte früh einer Familie von Drandorff, um 1530 ein Andreas von Drandorf(f), Probst zu Schlieben. Aus der Familie stammt auch Hans Wolf von Drandorf(f)-Stechau, der noch so genannte Ritterpferde dem kurfürstlichen Hof, hier konkret zu Schloss Lichtenburg, stellte. Die von Drandorff-Stechau waren gut vernetzt im Amt Schlieben und mit dem regionalen Adel, gleich mehrfach verheiratet mit der Familie von Leipziger. Im Laufe des 17. Jahrhunderts starb die Familie von Drandorff aus. Zu einem herrschaftlichen Vorgängerbau aus dieser Zeit liegen keine Daten vor.
Das heutige Schloss wurde 1752 unter Gottlob Heinrich von Birckholtz erbaut und durch die Familie über mehrere Generationen genutzt. Etwas später folgte kurz als Gutsherr zu Beginn des 19. Jahrhunderts Immanuel Christian Leberecht von Ampach, ausgestattet mit mehreren hohen Ämtern, so u. a. Domdechant zu Wurzen und Domherr in Naumburg. Nachfolgend gelang der Besitz in bürgerliche Hände, seit 1840, der Familie Roeder-Lichtenberg, vertreten durch Albert I. Roeder (1815–1879) und dessen Ehefrau Caroline Friedrich und danach deren Sohn Max Albert Roeder, verheiratet mit Meta von Linsingen, Tochter des Offiziers Heimart von Linsingen; das Paar ließ sich später scheiden. Ihnen folgte im Gutseigentum die Familie des Adolf Gontard. Seine Ehefrau Adele beteiligte sich ebenso aktiv im Gutsbetriebgeschäft.
Im Jahre 1914 wurde der Herrensitz umgebaut, ein weiterer Umbau in Anlehnung an das barocke Original fand 1994 statt. Es ist ein zweigeschossiger Gebäudekomplex aus drei Gebäudetrakten, die mit Mansarddächern bedeckt sind. Zur Gartenseite befindet sich eine zweiläufige, eine Wasserbecken umgreifende Freitreppe, die zum Ehrenhof führt. Die zum ehemaligen Wirtschaftshof ausgerichtete Seite ist durch neun Fensterachsen gegliedert. In der Mitte befindet sich ein dreiachsiger Risalit, der 1994 mit einem Dreiecksgiebel abgeschlossen wurde. 1992 hatte der Nachfahre, der Jurist Bardia Khadjavi-Gontard, das Anwesen erworben.